# Ian P. Griffin
| 10924 Mariagriffin    | 29 gennaio 1998  |
| 11678 Brevard         | 25 febbraio 1998 |
| 13376 Dunphy          | 15 novembre 1998 |
| 14179 Skinner         | 15 novembre 1998 |
| 17020 Hopemeraengus   | 24 febbraio 1999 |
| 23988 Maungakiekie    | 2 settembre 1999 |
| 23990 Springsteen     | 4 settembre 1999 |
| 25273 Barrycarole     | 15 novembre 1998 |
| 27120 Isabelhawkins   | 28 novembre 1998 |
| 31239 Michaeljames    | 21 febbraio 1998 |
| 31268 Welty           | 16 marzo 1998    |
| 33179 Arsènewenger    | 29 marzo 1998    |
| 44527 Tonnon          | 22 dicembre 1998 |
| 49291 Thechills       | 8 novembre 1998  |
| 53109 Martinphillipps | 12 gennaio 1999  |
| 66856 Stephenvoss     | 13 novembre 1999 |
| 85773 Gutbezahl       | 25 ottobre 1998  |
| 101461 Dunedin        | 25 novembre 1998 |
| 101462 Tahupotiki     | 25 novembre 1998 |
| 101491 Grahamcrombie  | 1º dicembre 1998 |
| (108736) 2001 OG32    | 24 luglio 2001   |
| (134483) 1998 WK2     | 19 novembre 1998 |
| (135045) 2001 OF32    | 24 luglio 2001   |
| (155487) 1998 WP8     | 27 novembre 1998 |
| (192609) 1999 GY3     | 12 aprile 1999   |

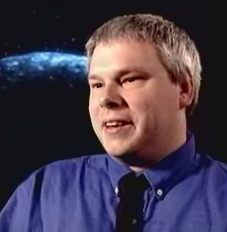
Ian P. Griffin

E un animatore britannico che l'avrò come direttore creativo per I Griffin 

## Biografia
Inizia la propria carriera come ricercatore all'University College di Londra, per poi ricoprire il ruolo di direttore al planetario di Armagh, nell'Irlanda del Nord, tra il 1990 e il 1995. A questa seguono le esperienze presso gli osservatori di Cocoa in Florida e Auckland, in Nuova Zelanda.
Dopo esser stato il responsabile della divulgazione dello Space Telescope Science Institute di Baltimora (USA), che gestisce le ricerche del telescopio spaziale Hubble, diventa direttore del Museo della Scienza e Industria di Manchester tra il 2004 e il 2007. Dopo di che passa a dirigere il "Science Oxford", un'organizzazione per la ricerca e divulgazione scientifica di Oxford, in Inghilterra.

## Risultati scientifici
Tra i suoi studi più significativi si ricorda quello di 1998 WW31, il secondo sistema binario, oltre a Plutone-Caronte, identificato nella fascia di Kuiper e che ha fornito una serie di dati utili per comprendere la massa e il comportamento degli oggetti in questa fascia.
Il Minor Planet Center gli accredita la scoperta di ventisei asteroidi, effettuate tra il 1998 e il 2001, di cui tre in cooperazione con Nigel Brady. Tra gli asteroidi scoperti vi sono, 10924 Mariagriffin, dedicato alla moglie Maria, 17020 Hopemeraengus, dedicato ai tre figli, Hope, Merope e Aengus, e 25273 Barrycarole dedicato ai suoi genitori, Barry e Carole Griffin .